# Daini no Sanmi

Daini no Sanmi (大弐三位, 999 – 1060 ) ,  foi uma poetisa de waka durante o Período Heian da História do Japão . 

## Vida
Esta membro do Ramo Kanjūji  do Clã Fujiwara era filha de Fujiwara Nobutaka e de Murasaki Shikibu. Seu verdadeiro nome era Kataiko (賢子) embora os símbolos possam ser lidos como Kenshi .
Em 1017 , assim com sua mãe, passou a servir como dama de companhia (nyōbō) a Imperatriz Fujiwara no Shoshi (Taiken-mon-In), esposa do Imperador Ichijo , e passou a ser conhecida pelo apelido de Echigo no Ben, porque seu avô era governador da província de Echigo . Neste período mantinha relações com Fujiwara no Yorimune , Fujiwara no Sadayori e Minamoto no Asato . Mais tarde ela se casou com Fujiwara no Kanetaka , filho do Kanpaku Fujiwara no Michikane , com quem teve uma filha. Em 1025 , tornou-se baba do recém-nascido príncipe Chikahito (o futuro imperador Go-Reizei ) .
Em 1037 contraiu um segundo casamento com Takashina no Nariakira (高階成章) , com quem têm uma criança. Em 1054 , com a ascensão de Go-Reizei  foi promovida a Ju-Sanmi ( 従三位 ) e seu marido Nariakira passou a ter o título de Dazai Daini (大宰大弐, Assistente do Vice-rei de Dazaifu) . Por esta razão, ela passou a ser chamada de  Daini no Sanmi .
Daini no Sanmi participou de várias competições de waka em 1028 , 1049 , 1050 e 1078 . Organizou  uma coleção de poesias waka de sua autoria chamada Daini no Sanmi-Shū ( 大弐三位集 ) . Além disso 37 de seus poemas estão incluídos na antologia poética imperial Goshūi Wakashū  e seu nome foi incluído na antologia Ogura Hyakunin Isshū .
Por seus feitos foi considerada para fazer parte do Nyōbō Sanjūrokkasen (女房三十六歌仙, as trinta e seis grandes poetisas), relacionadas no período Kamakura, refere-se a versão feminina dos Trinta e seis Imortais da Poesia . 